# 拉尔夫·肖夫
拉尔夫·肖夫（英語：Ralph Shove，1889年5月31日—1966年2月2日），英国前男子赛艇运动员。他曾代表英国参加1920年夏季奥林匹克运动会赛艇比赛，获得男子八人单桨有舵手银牌。